# (45737) Benita
(45737) Benita (2000 HB) – planetoida z grupy pasa głównego asteroid okrążająca Słońce w ciągu 5,71 lat w średniej odległości 3,19 j.a. Odkryta 22 kwietnia 2000 roku.